# Prinsjesdag

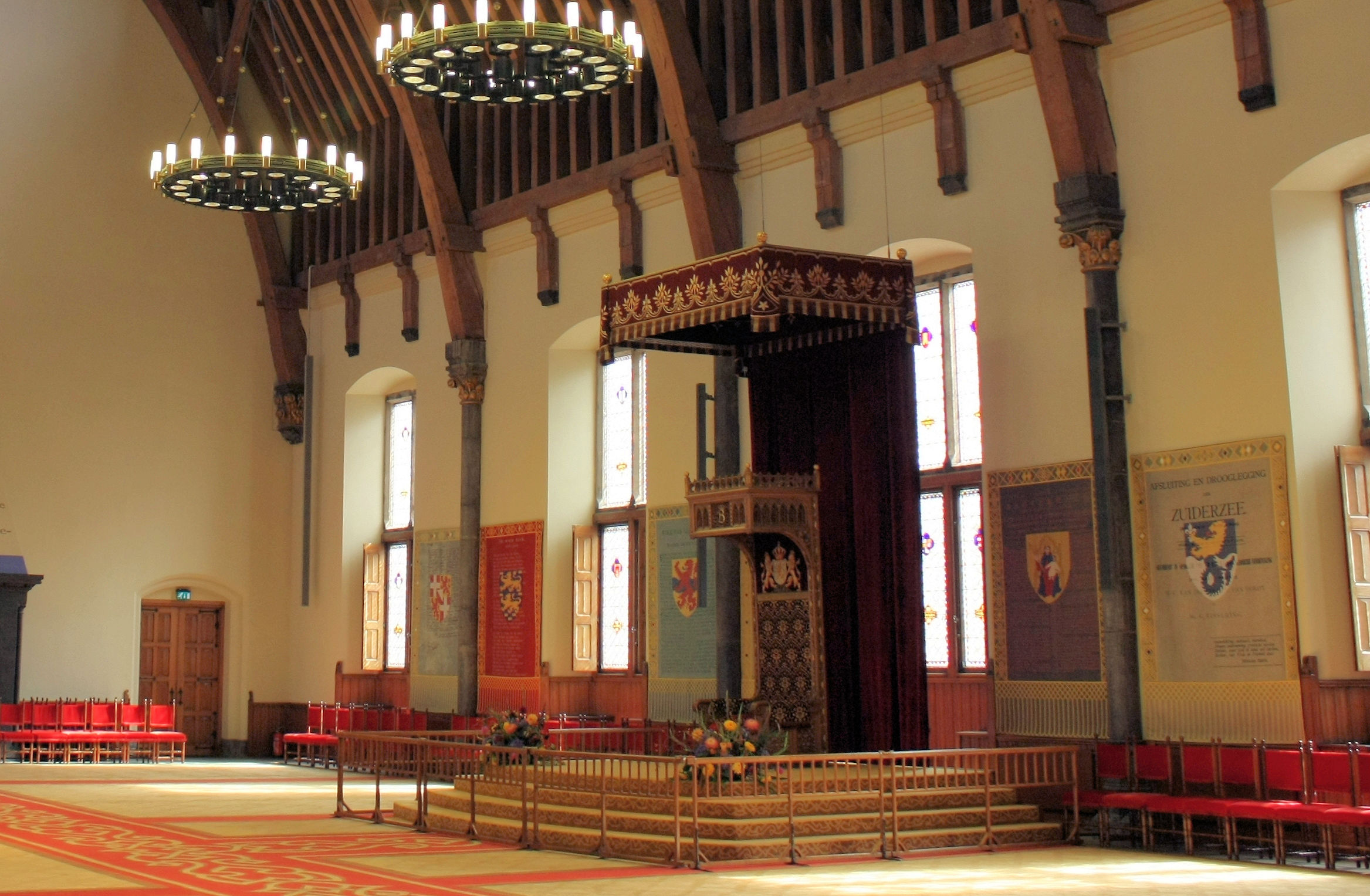
Il trono nel Ridderzaal dove il Capo dello Stato prende la parola per pronunciare il discorso del trono

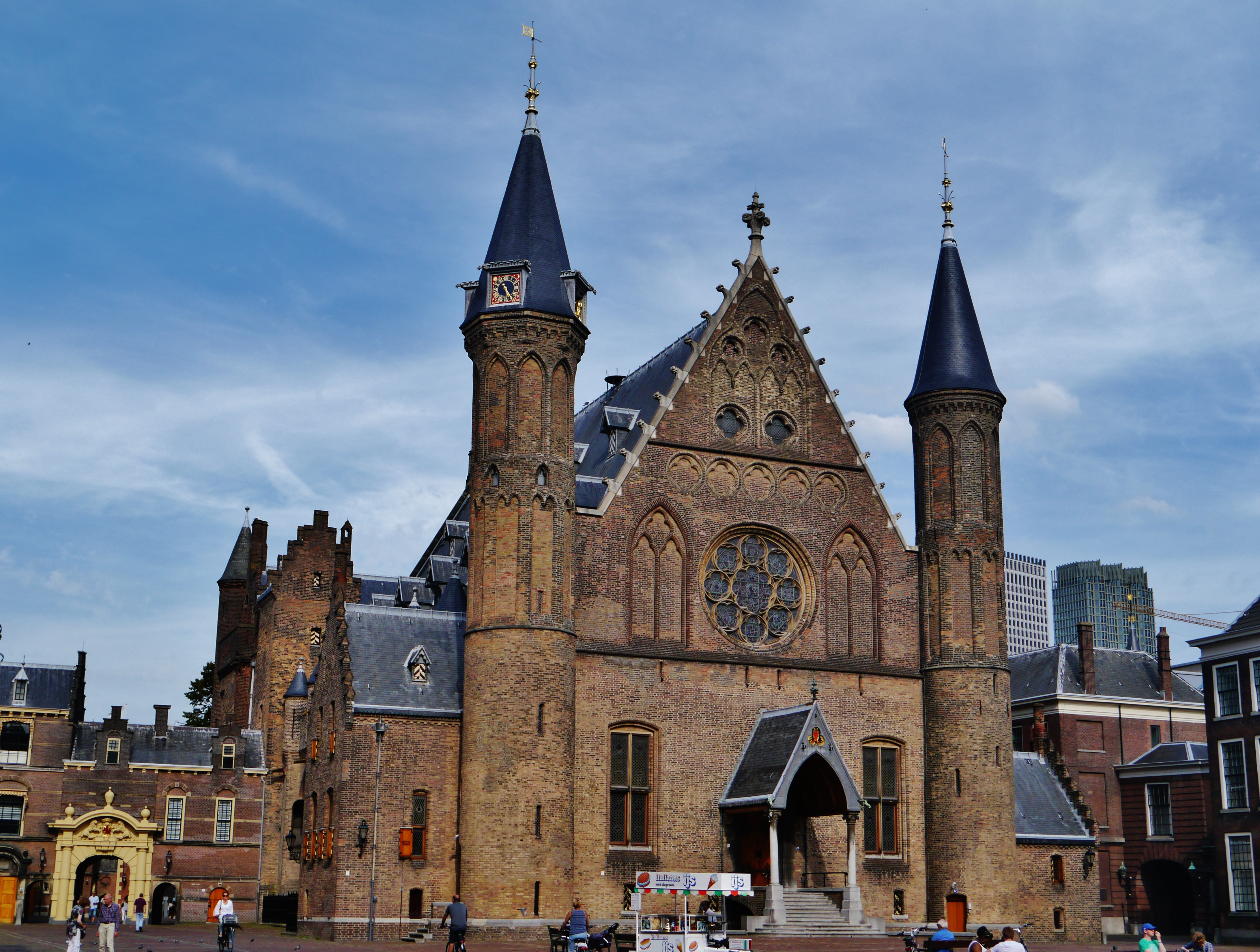
Ridderzaal a L'Aia

Il Prinsjesdag (in italiano: Giorno del piccolo principe) è un giorno importante nella politica olandese, durante il quale viene aperto l'anno della sessione parlamentare. Si svolge ogni anno il terzo martedì di settembre. Al Prinsjesdag, il Capo di stato olandese, attualmente Re Guglielmo Alessandro, legge il discorso del trono. In esso, il governo annuncia gli obiettivi della sua politica per il prossimo anno.
In conformità con l'articolo 65 della Costituzione olandese "Ogni terzo martedì di settembre (...) una dichiarazione sulla politica che il governo deve seguire è fatta dal Re o nel suo nome in un'Assemblea plenaria degli Stati Generali." Secondo l'articolo 105, paragrafo 2 della Costituzione l'evento coincide con la presentazione del budget per l'anno successivo.
A seguito di questo, la Seconda Camera del Parlamento dei Paesi Bassi, la camera bassa del Parlamento dei Paesi Bassi, ha tenuto le cosiddette "considerazioni generali" (Dibattito generale), nel contesto del Rijksbegroting, il bilancio del Regno, chiamato anche miljoenennota, viene discusso.
Il Prinsjesdag è associato a molti rituali. Il Re lascia la carrozza d'oro dal Palazzo Noordeinde al Ridderzaal a L'Aia, e il ministro delle Finanze porta una valigia con l'iscrizione "terzo Martedì di Settembre". Il suo contenuto è ufficialmente tenuto segreto fino al Prinsjesdag, anche se i dettagli spesso fuoriescono in anticipo.

## Storia
Nel XVIII secolo, il Prinsjesdag era una delle feste più popolari del paese, in cui è stato celebrato l'anniversario del governatore Principe Guglielmo V d'Orange l'8 maggio, da qui il nome Prinsjesdag. Tra il 1780 e il 1797 - noto come il Patriottenzeit - In quel giorno, le persone espressero la loro lealtà nei confronti del popolo Orange. È possibile che questo sia il motivo per cui il nome Prinsjesdag fu usato solo per la grande apertura del Parlamento intorno al 1930.
La costituzione ha sempre determinato in quale giorno dell'anno si aprirà l'Apertura del Parlamento. Nella prima metà del XIX secolo, fu il primo lunedì di novembre, poi il terzo lunedì di ottobre. Dopo l'introduzione di un bilancio annuale nel 1848, i dibattiti sul bilancio richiesero più tempo e l'apertura del Parlamento fu portata avanti da un mese a settembre. Tuttavia, da lunedì, la giornata si è rivelata sfavorevole perché molti parlamentari di zone remote del paese non volevano recarsi a L'Aia domenica per un riposo domenicale, un emendamento costituzionale del 1887 ha sostituito lunedì con martedì.

## Galleria d'immagini

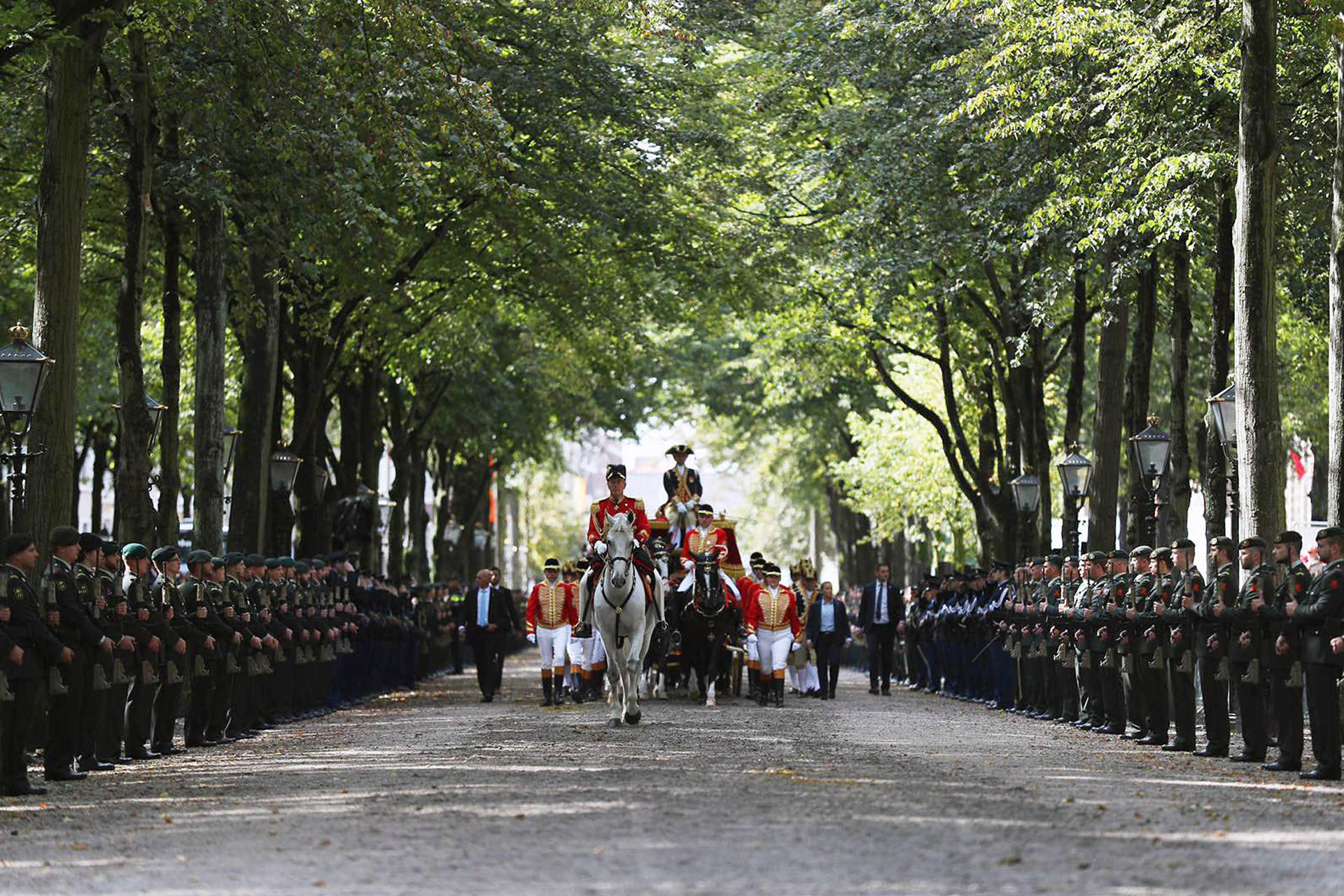
Parata reale
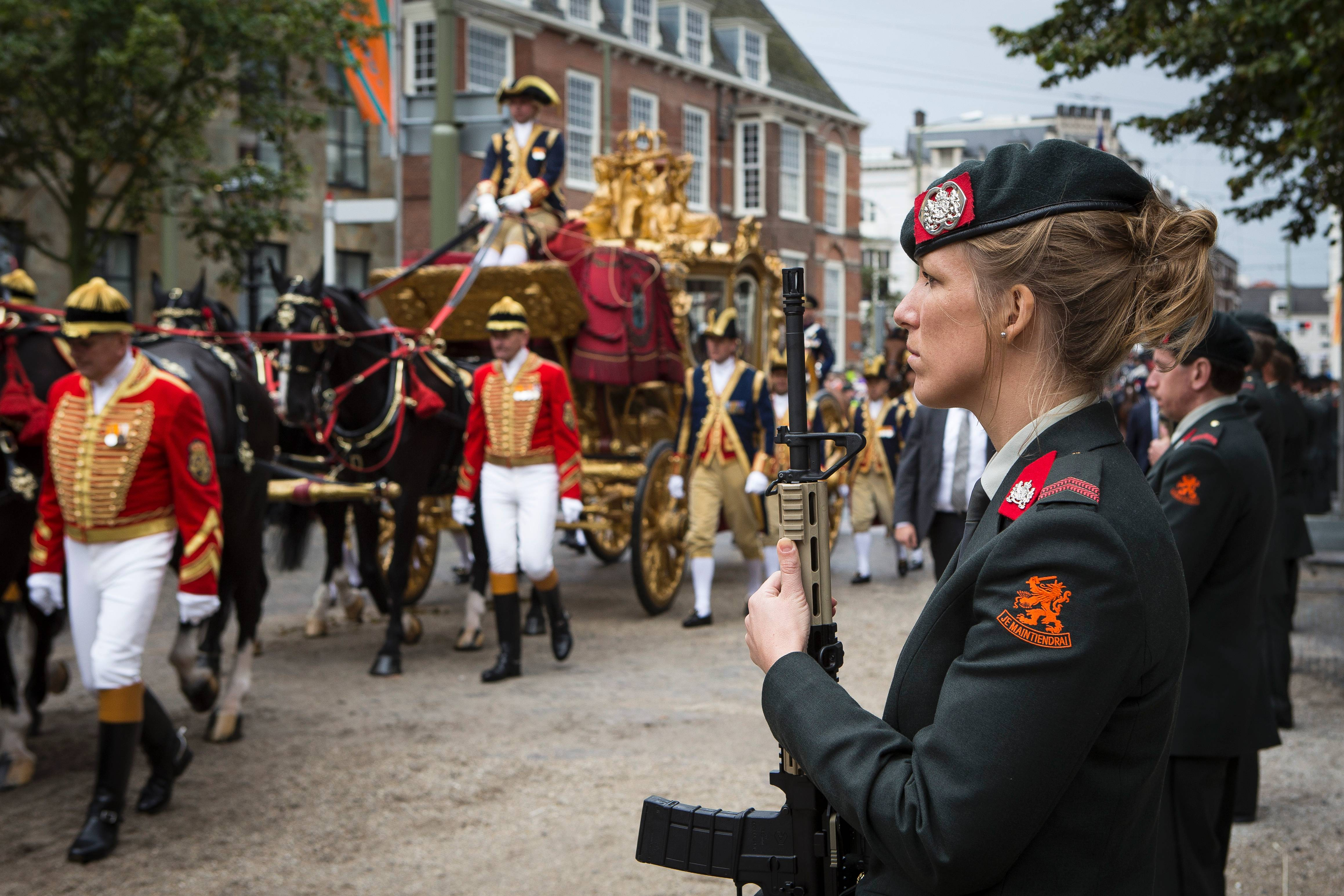
Cocchio d'oro per la strada a L'Aia
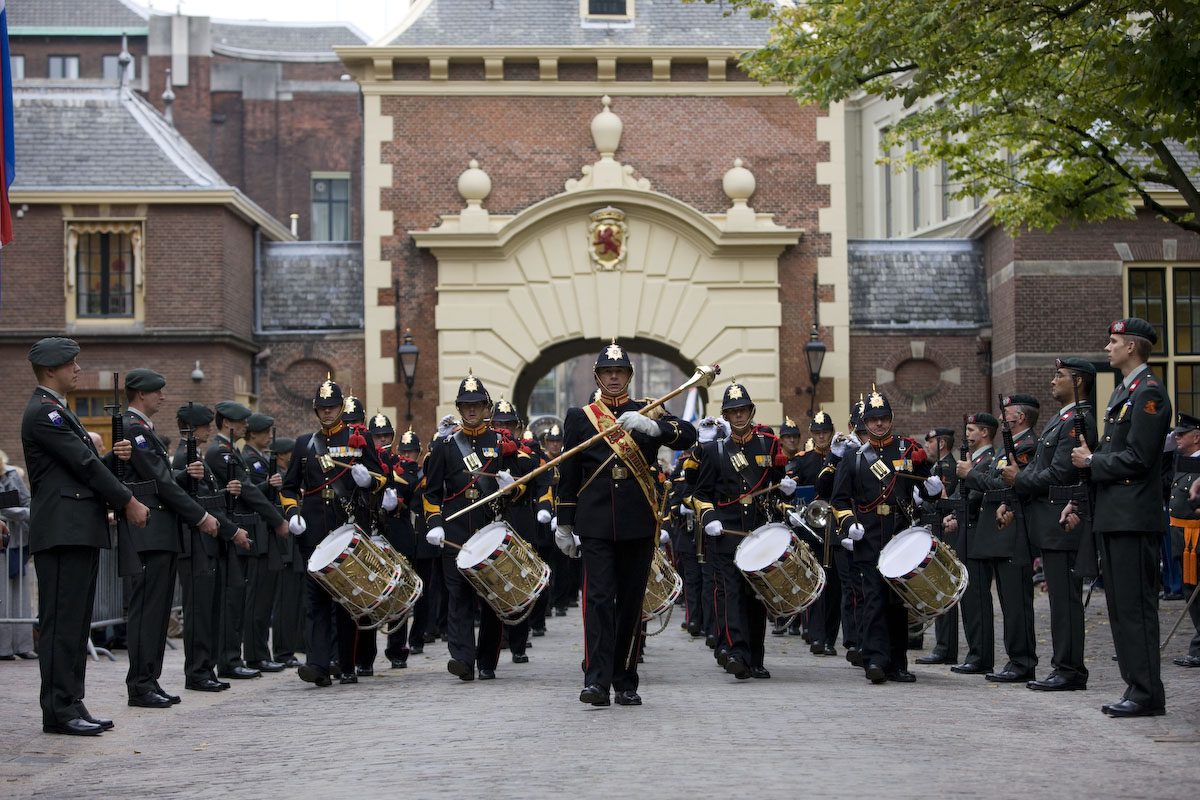
Orchestra militare rappresentativa
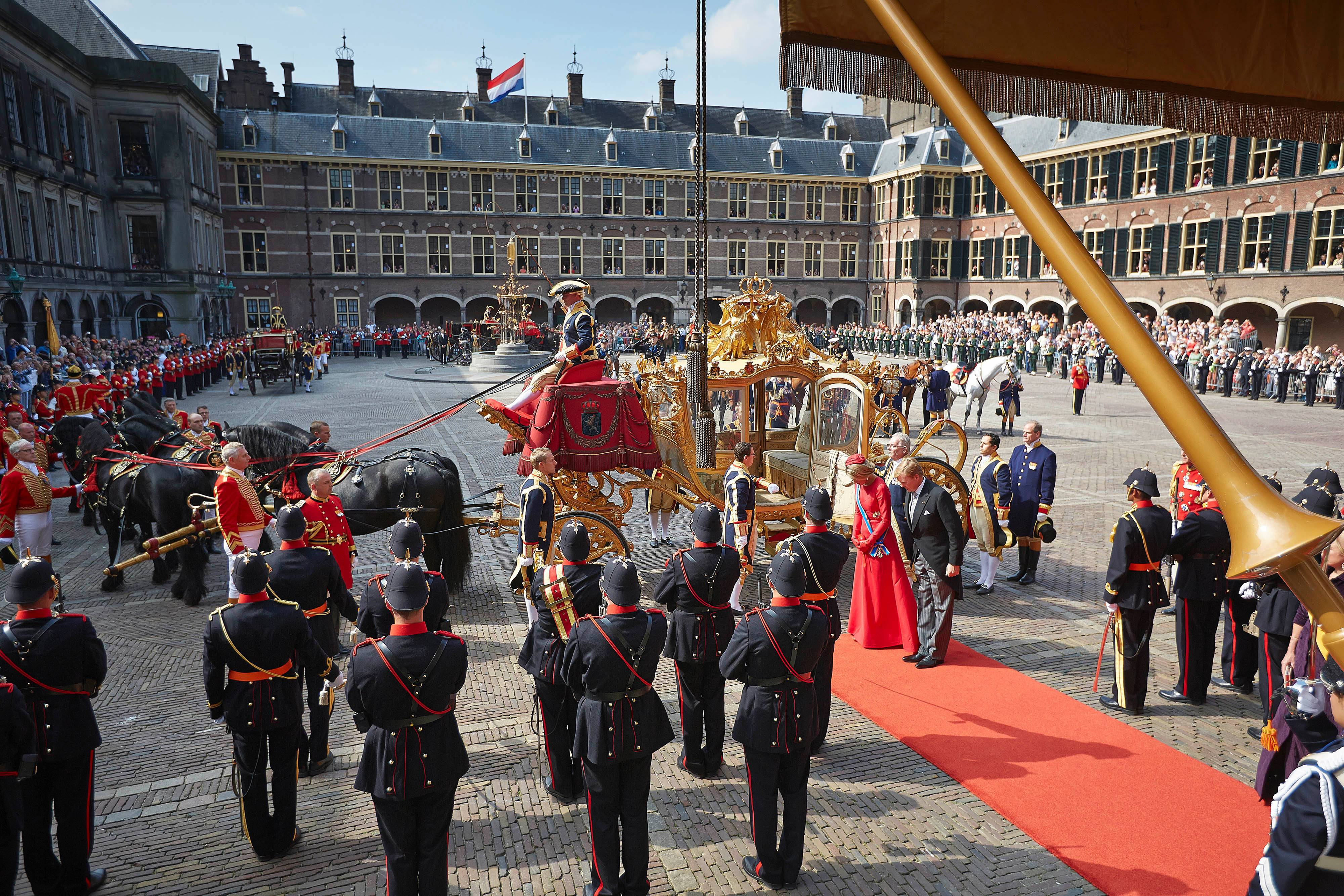
Il Re e la Regina prima di entrare al Ridderzaal
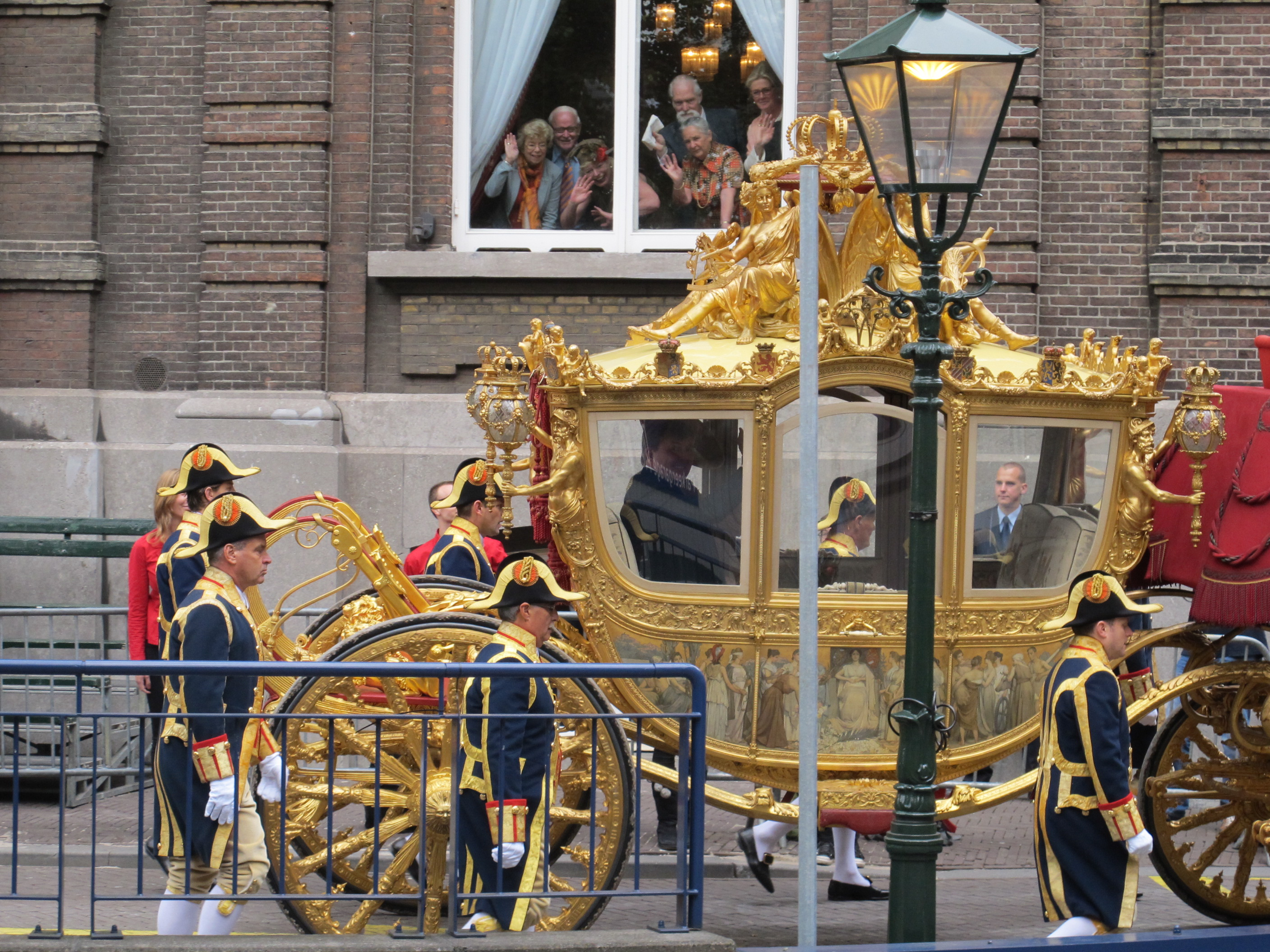
Il Cocchio d'oro - Gouden Koets
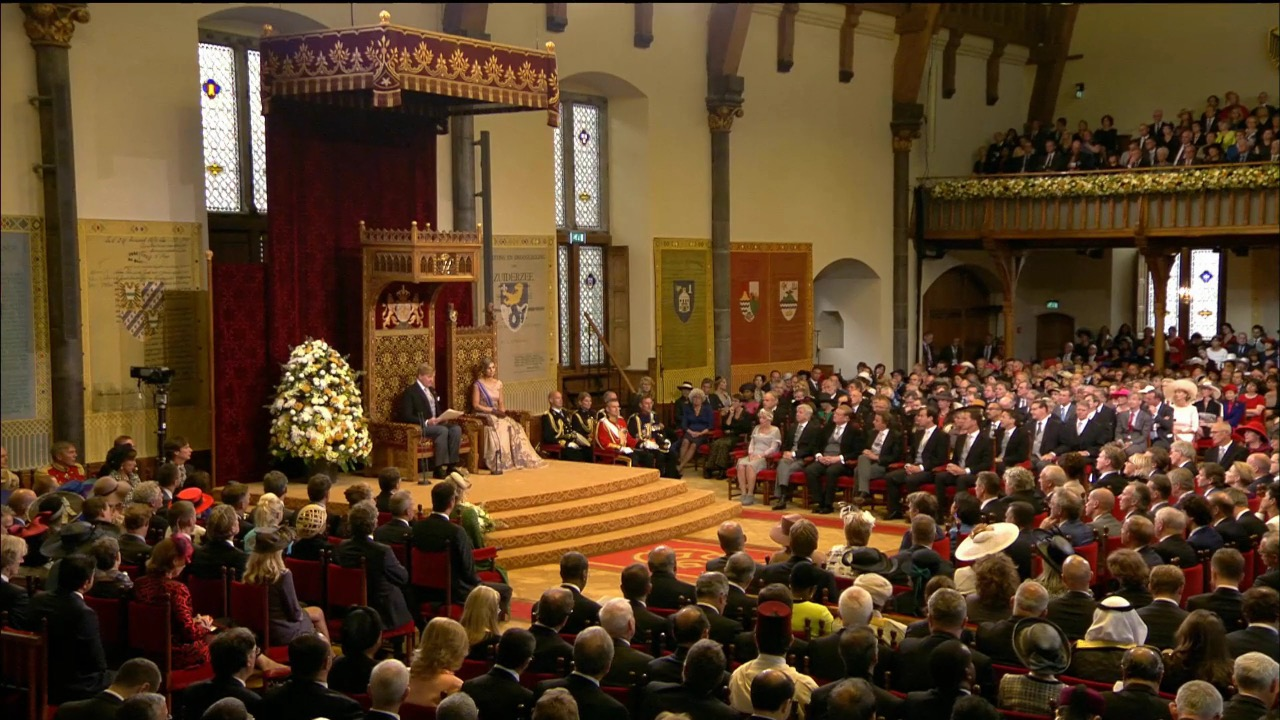
Il re pronuncia un discorso sul trono
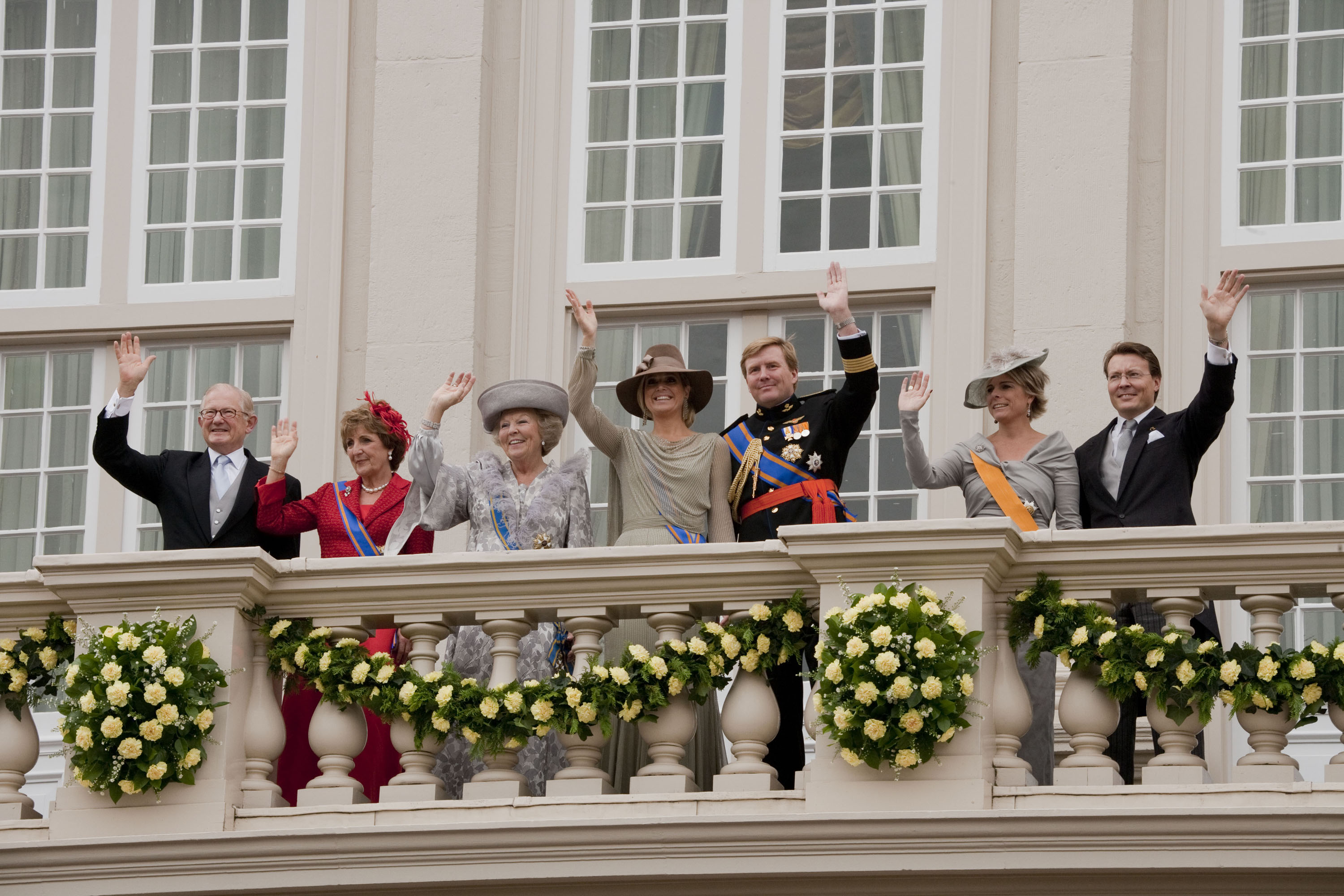
Scena del balcone